# Clubiona subborealis
Clubiona subborealis är en spindelart som beskrevs av Mikhailov 1992. Clubiona subborealis ingår i släktet Clubiona och familjen säckspindlar. Inga underarter finns listade i Catalogue of Life.